# Radio Congo
Radio Congo,, est une station de radio congolaise, disponible dans toute la République du Congo et sur le satellite de Canal Satellite Horizons.

## Histoire
Radio Congo est créée le 25 mai 1960 à Brazzaville.[réf. souhaitée]

## Diffusion
Radio Congo est diffusée par satellite sur le Canal Satellite Horizons et FM.